# Oliver Ressler
Oliver Ressler (Knittelfeld, Austria; 1970) es un artista austriaco que vive y trabaja en Viena. Produce exposiciones temáticas, proyectos en el espacio público y vídeos sobre temas como el capitalismo global, las formas de resistencia, las alternativas sociales, el racismo y el calentamiento global. Su trabajo intenta constantemente difuminar los límites entre arte y activismo.

## Carrera artística
Alternative Economics, Alternative Societies es a la vez una exposición y un libro. La exposición se mostró en 21 lugares diferentes, incluidas exposiciones individuales en Galerija Skuc, Ljubljana, 2003; Kunstraum Lueneburg, Alemania, 2004; Centro Cultural Conde Duque, MediaLabMadrid, Madrid, 2004; Centro de Arte Contemporáneo Platform Garanti, Estambul, 2005 y Museo de Arte Contemporáneo, Belgrado, 2005. El libro es un proyecto colaborativo de Ressler y el Instituto de Arte Wyspa de Gdansk. El instituto publicó el trabajo en 2007.
Muchas de las obras de Ressler se han realizado en colaboración: Boom! se centra en las contradicciones centrales del capitalismo globalizado (con David Thorne), European Corrections Corporation sobre el fenómeno de la privatización de las cárceles (con Martin Krenn) y What Would It Mean To Win? sobre las protestas contra la 33.ª cumbre del G8 en Heiligendamm (con Zanny Begg).
Ressler produjo las películas Venezuela from Below, 2004 y 5 Factories–Worker Control in Venezuela, 2006, que se presentó como una videoinstalación de 6 canales en el Berkeley Art Museum, EE. UU. (con Dario Azzellini).
Ressler ha participado en más de 150 exposiciones, incluidas las bienales de Praga, 2005; Sevilla, 2006; Moscú, 2007  y Taipei, 2008. Para la Bienal de Taipei 2008, Ressler también fue curador de la exposición A World Where Many Worlds Fit sobre el movimiento contraglobalización.
En febrero de 2024, fue seleccionado para que su obra fue exhibida en la 60.ª Bienal de Venecia.

## Premios
En 2002, el vídeo de Ressler This is what democracy looks like! ganó el primer premio del International Media Art Award del ZKM.